# Ђалмиња
Ђалма Феитоса Дијас (порт. Djalma Feitosa Dias) или само Ђалмиња (9. децембар 1970, Сантос) бивши је бразилски фудбалер.

## Каријера
Током каријере играо је за Фламенго, Палмеирас, Депортиво ла Коруњу, Аустрију Беч и многе друге клубове.

## Репрезентација
За репрезентацију Бразила дебитовао је 1996. године. За национални тим одиграо је 14 утакмица и постигао 5 голова.

## Статистика
| Бразил | Бразил | Бразил |
| Год.   | Ута.   | Гол.   |
| ------ | ------ | ------ |
| 1996   | 3      | 1      |
| 1997   | 7      | 3      |
| 1998   | 0      | 0      |
| 1999   | 0      | 0      |
| 2000   | 2      | 0      |
| 2001   | 0      | 0      |
| 2002   | 2      | 1      |
| Укупно | 14     | 5      |